# Neverwinter Nights 2: Mysteries of Westgate
Neverwinter Nights 2: Mysteries of Westgate (NWN2: MoW) — ролевая компьютерная игра, разработанная Ossian Studios, создателем известного специального модуля к Neverwinter Nights — Darkness over Daggerford, и издаваемая Atari; дополнение (adventure pack) для Neverwinter Nights 2. Действие игры разворачивается в фэнтезийном мире Forgotten Realms.

## Геймплей

Крысооборотни — один из 4 новых видов монстров в Mysteries of Westgate.

Геймплей игры в общем похож на геймплей оригинальной Neverwinter Nights 2. Кампания рассчитана на 15 часов прохождения. В игре содержится большое количество побочных заданий. Многие задания, как сюжетные, так и побочные, имеют разветвлённую нелинейную структуру. Игрок может импортировать ранее созданного персонажа либо создать нового, персонаж начинает игру на восьмом уровне.
Дополнение привносит в игру новых монстров, музыку и другие элементы, которые могут быть использованы игроками для создания собственных уровней. Механика игры основана на редакции Dungeons & Dragons редакции 3.5.

## Сюжет
Сюжет игры закручивается вокруг проклятой маски, найденной протагонистом в одном из подземелий. Герой не может избавиться от маски, которая насылает ночные кошмары, грозя постепенно свести с ума. Мудрец из Кормира подсказывает герою, что маска связана с древней гильдией воров и убийц Вестгейта, известной как Ночные Маски. Пытаясь избавиться от проклятия, герой садится на корабль до Вестгейта. Прибыв в город, игрок обнаруживает, что Ночные Маски ведут войну с другой гильдией воров — Эбеновыми Когтями. От нападений Ночных Масок также страдает местный храм Латандера. К персонажу присоединяется трое спутников: воровка Ринара, бывшая Ночная Маска, не питающая тёплых чувств к бывшим товарищам по гильдии; Чарисса Маернос, бескомпромиссная жрица Тира, несущая правосудие и карающая виновных; Мэнтайдс, падший паладин, пытающийся разобраться в себе и вопросах своей веры. Чарисса предлагает герою обратиться за помощью к Эбеновым Когтям, Мэнтайдс же склоняется к сотрудничеству с церковью, но только от самого игрока зависит, по какому пути пойти.
Продвигаясь по сюжетной линии, герой обнаруживает, что Ночными Масками управляют вампиры. Ему/ей предстоит встретиться с главой Ночных Масок, вампиром Орбахом, который предлагает герою стать вампиром. Финал игры зависит от выбора игрока, имеется несколько вариантов концовки.